# Петрулин, Яков Васильевич
 Яков Васильевич Петрулин  (1782—1818) — полковник, участник Наполеоновских войн, командир Ольвиопольского гусарского полка.

## Биография
Родился в 1782 году. Происходил из дворян Воронежской губернии. Сын надворного советника Василия Васильевича Петрулина.
В службе с 1 января 1797 года кавалергардом в Кавалергардских эскадронах. 11 ноября 1797 года произведен в штандарт-юнкеры.
17 июля 1802 года переведён корнетом в Кирасирский Его Величества полк. В 1807 году произведен в поручики.
В 1809 году переведён в Лейб-гвардии Гусарский полк, с назначением дивизионным адъютантом.
Участвовал в:
- войне третьей коалиции (в 1805 году находился в десантном корпусе графа П. А. Толстого)
- войне четвёртой коалиции (сражение при Чарново, битва при Пултуске)
- Русско-шведской войне (действия при д. Какаионах и д. Санферт)
- Отечественной войне 1812 года (сражение под Клястицами, первое сражение под Полоцком, второе сражение под Полоцком, бой под Чашниками, сражение под Смолянами)
- войне шестой коалиции (сражение при Лютцене, сражение при Бауцене, сражение при Дрездене, битва под Лейпцигом)

За отвагу в первом сражении под Полоцком 6 августа 1812 года был награждён орденом Святого Георгия 4-го класса.
В июле 1812 года за отличие с сражениях произведён в штаб-ротмистры, а в октябре того же года — в ротмистры. В 1813 году произведён в полковники.
В 1815 году назначен командиром Ольвиопольского гусарского полка.
Согласно показаниям П. И. Пестеля, Я. В. Петрулин с конца 1817 года состоял членом Союза спасения (филиал в Митаве).
Убит в марте 1818 года на дуэли с полковником Мерлини.

## Награды
- Орден Святой Анны 3-й степени (знак на шпагу; после реформы ордена в 1815 году соответствует 4-й степени) (1806, за сражение при Чарново)
- Золотая сабля «За храбрость» (1806, за битву при Пултуске)
- Орден Святого Владимира 4-й степени (1809, за Русско-шведскую войну)
- Орден Святого Георгия 4-го класса (август 1812, сражение под Полоцком)
- Орден Святой Анны 2-й степени (ноябрь 1812, бой под Чашниками и сражение под Смолянами)
- Орден Святого Владимира 3-й степени (1913, за битву под Лейпцигом)
- Два ордена «Pour le Merite» (11 июня 1813[5]; 13—18 октября 1814[6]) (Королевство Пруссия)
- Австрийский Императорский орден Леопольда рыцарский крест (Австрийская империя)
- Орден Военных заслуг Карла Фридриха рыцарский крест (Великое герцогство Баден)